# 3121
3121 è il ventottesimo album da studio di Prince, pubblicato il 21 marzo 2006 in Nord America dalla NPG Records e dalla Universal Records.

## Descrizione
L'album è stato preceduto dall'uscita di due singoli. Il primo, Te Amo Corazón, fu pubblicato negli Stati Uniti il 13 dicembre 2005; mentre il secondo, Black Sweat, il 2 febbraio 2006.
Il titolo dell'album dovrebbe essere un riferimento all'indirizzo della residenza di Prince a Los Angeles. Anche se l'indirizzo reale non riporta il numero: un diverbio nato con un suo vicino (il giocatore di basket Carlos Boozer), per via degli stravaganti modi in cui l'artista aveva fatto dipingere la sua casa, indica, infatti, l'indirizzo come 1235 Sierra Alta Way, a Los Angeles. Prince ha, quindi, successivamente rinominato la sua abitazione in 3121, indicando il numero all'esterno dell'edificio. Infatti nello note dell'album si può leggere: "recorded at Paisley Park and 3121", cioè "registrato al Paisley Park e al 3121".
La pubblicazione dell'album è ispirata al racconto di Roald Dahl del 1964, Charlie e la fabbrica di cioccolato, nei cd venduti erano nascosti dei "biglietti viola" che permettevano, a chi ne avesse trovato uno, di assistere ad un concerto semi-privato di Prince nella sua casa a Los Angeles, insieme ad altre celebrità.

## Tracce
1. 3121 – 4:31
2. Lolita – 4:06
3. Te Amo Corazón – 3:35
4. Black Sweat – 3:12
5. Incense and Candles – 4:04
6. Love – 5:45
7. Satisfied – 2:50
8. Fury – 4:02
9. The Word – 4:11
10. Beautiful, Loved and Blessed (con Támar) – 5:43
11. The Dance – 5:20
12. Get On the Boat – 6:18

## Formazione
- Michael Bland - batteria (in 3121)
- Greg Boyer - trombone
- Candy Dulfer - Sax Contralto
- Cora Coleman Dunham - batteria (in Te Amo Corazón e Get On the Boat)
- Joshua Dunham - basso (in Te Amo Corazón e Get On the Boat)
- Sheila E. - percussioni (in Get On the Boat)
- Clare Fischer - arrangiamenti chitarra
- Maceo Parker - Sax Contralto
- Ricky Salas - percussioni (in Te Amo Corazón)
- Sonny T - basso (in 3121)
- Herbert Urena - percussioni

### Artista
- Prince - voce e tutti gli altri strumenti

### Altri
- The New Power Generation - voci
- Támar - voce (in Beautiful, Loved and Blessed)